# Selenops sabulosus
Selenops sabulosus är en spindelart som beskrevs av Benoit 1968. Selenops sabulosus ingår i släktet Selenops och familjen Selenopidae.
Artens utbredningsområde är Djibouti. Inga underarter finns listade i Catalogue of Life.